# Louisa Jane Grey
Lady Louisa Jane Grey, contessa di Antrim (Londra, 15 febbraio 1855 – Londra, 2 aprile 1949), è stata una nobildonna inglese.

## Biografia
Era la figlia del tenente generale Charles Grey, figlio del II conte di Grey (segretario privato del principe Alberto), e di sua moglie, Caroline Eliza Farquhar.

## Matrimonio
Sposò, il 1º giugno 1875, William McDonnell, VI conte di Antrim, figlio del capitano Mark McDonnell, V conte di Antrim, e di sua moglie, Jane Emma Hannah Macan. Ebbero tre figli:
- Lady Sybil Mary McDonnell (26 marzo 1876-16 aprile 1959), sposò Vivian Smith, I barone Bicester, ebbero sette figli;
- Randal McDonnell, VII conte di Antrim (10 dicembre 1878-15 giugno 1932), sposò Margaret Isabel Talbot, ebbero quattro figli;
- Lord Angus McDonnell (7 giugno 1881-22 aprile 1966), sposò Ethelwyn Sylvia Arthur Jones, non ebbero figli.

Ha ricoperto la carica di Lady of the Bedchamber della regina Vittoria tra il 1890 e il 1901, e della regina Alessandra tra il 1901 e il 1910.

## Morte
La contessa morì nel 1949, all'età di 94 anni.

## Ascendenza
|                               |                              |                                     | Genitori                                    |  |  | Nonni |  |  | Bisnonni                   |  |  | Trisnonni               |  |
|                               |                              |                                     |                                             |  |  |       |  |  | Charles Grey, I conte Grey |  |  | Henry Grey, I baronetto |  |
|                               |                              |                                     |                                             |  |  |       |  |  | Charles Grey, I conte Grey |  |  | Henry Grey, I baronetto |  |
|                               |                              | Hannah Wood                         |                                             |  |  |       |  |  | Charles Grey, I conte Grey |  |  |                         |  |
| Charles Grey, II conte Grey   |                              |                                     |                                             |  |  |       |  |  | Charles Grey, I conte Grey |  |  |                         |  |
|                               |                              | Elizabeth Grey                      | George Grey                                 |  |  |       |  |  |                            |  |  |                         |  |
|                               |                              | Elizabeth Grey                      | George Grey                                 |  |  |       |  |  |                            |  |  |                         |  |
|                               |                              | Elizabeth Grey                      | Elizabeth Ogle                              |  |  |       |  |  |                            |  |  |                         |  |
| Charles Grey                  |                              | Elizabeth Grey                      |                                             |  |  |       |  |  |                            |  |  |                         |  |
|                               |                              | William Ponsonby, I barone Ponsonby | John Ponsonby                               |  |  |       |  |  |                            |  |  |                         |  |
|                               |                              | William Ponsonby, I barone Ponsonby | John Ponsonby                               |  |  |       |  |  |                            |  |  |                         |  |
|                               |                              | William Ponsonby, I barone Ponsonby | Elizabeth Cavendish                         |  |  |       |  |  |                            |  |  |                         |  |
| Mary Elizabeth Ponsonby       |                              | William Ponsonby, I barone Ponsonby |                                             |  |  |       |  |  |                            |  |  |                         |  |
|                               |                              | Louisa Molesworth                   | Richard Molesworth, III visconte Molesworth |  |  |       |  |  |                            |  |  |                         |  |
|                               |                              | Louisa Molesworth                   | Richard Molesworth, III visconte Molesworth |  |  |       |  |  |                            |  |  |                         |  |
|                               |                              | Louisa Molesworth                   | Mary Jenney Ussher                          |  |  |       |  |  |                            |  |  |                         |  |
| Louisa Jane Grey              |                              | Louisa Molesworth                   |                                             |  |  |       |  |  |                            |  |  |                         |  |
|                               | Walter Farquhar, I baronetto | Robert Farquhar                     |                                             |  |  |       |  |  |                            |  |  |                         |  |
|                               | Walter Farquhar, I baronetto | Robert Farquhar                     |                                             |  |  |       |  |  |                            |  |  |                         |  |
|                               | Walter Farquhar, I baronetto | Katherine Turing                    |                                             |  |  |       |  |  |                            |  |  |                         |  |
| Thomas Farquhar, II baronetto | Walter Farquhar, I baronetto |                                     |                                             |  |  |       |  |  |                            |  |  |                         |  |
|                               |                              | Anne Stevenson                      | Thomas Stevenson                            |  |  |       |  |  |                            |  |  |                         |  |
|                               |                              | Anne Stevenson                      | Thomas Stevenson                            |  |  |       |  |  |                            |  |  |                         |  |
|                               |                              | Anne Stevenson                      | Elizabeth                                   |  |  |       |  |  |                            |  |  |                         |  |
| Caroline Eliza Farquhar       |                              | Anne Stevenson                      |                                             |  |  |       |  |  |                            |  |  |                         |  |
|                               |                              | Morton Rockcliffe                   | …                                           |  |  |       |  |  |                            |  |  |                         |  |
|                               |                              | Morton Rockcliffe                   | …                                           |  |  |       |  |  |                            |  |  |                         |  |
|                               |                              | Morton Rockcliffe                   | …                                           |  |  |       |  |  |                            |  |  |                         |  |
| Sybella Martha Rockcliffe     |                              | Morton Rockcliffe                   |                                             |  |  |       |  |  |                            |  |  |                         |  |
|                               |                              | Martha Bennett                      | Thomas Leigh Bennett                        |  |  |       |  |  |                            |  |  |                         |  |
|                               |                              | Martha Bennett                      | Thomas Leigh Bennett                        |  |  |       |  |  |                            |  |  |                         |  |
|                               |                              | Martha Bennett                      | …                                           |  |  |       |  |  |                            |  |  |                         |  |
|                               |                              | Martha Bennett                      |                                             |  |  |       |  |  |                            |  |  |                         |  |